# Lepidisis longiflora
Lepidisis longiflora is een zachte koraalsoort uit de familie Isididae. De koraalsoort komt uit het geslacht Lepidisis. Lepidisis longiflora werd in 1883 voor het eerst wetenschappelijk beschreven door Verrill. 